# Curso de lingüística general
Curso de lingüística general (en francés: Cours de linguistique générale) es un libro recopilado por Charles Bally y Albert Sechehaye a partir de notas de conferencias impartidas por el lingüista histórico-comparativo Ferdinand de Saussure en la Universidad de Ginebra entre 1906 y 1911. Fue publicado en 1916, después de la muerte de Saussure, y generalmente se considera como el punto de partida de la lingüística estructural, un enfoque de la lingüística que fue establecido en la primera mitad del siglo XX por el Círculo lingüístico de Praga. Uno de los traductores de Saussure, Roy Harris, resumió la contribución de Saussure a la lingüística y al estudio del lenguaje de la siguiente manera: 

El lenguaje ya no se considera periférico a nuestra comprensión del mundo en que vivimos, sino central en él. Las palabras no son meras etiquetas vocales o adjuntos comunicacionales superpuestos a un orden de cosas ya dado. Son productos colectivos de la interacción social, instrumentos esenciales a través de los cuales los seres humanos constituyen y articulan su mundo. Esta visión del lenguaje típica del siglo XX ha influido profundamente en el desarrollo de toda la gama de las ciencias humanas. Es particularmente marcado en lingüística, filosofía, psicología, sociología y antropología.

Aunque la perspectiva de Saussure estaba en la lingüística histórica, el curso desarrolla una teoría de la semiótica que es de aplicación general. En 1996 se encontró un manuscrito que contenía las notas originales de Saussure y luego se publicó como Escritos sobre lingüística general.

## Tarea de la lingüística
Tras una breve introducción a la historia de la lingüística, Saussure establece las tareas de la lingüística. En gran medida, equipara la lingüística general con la lingüística histórico-comparativa y reconstructiva, argumentando que «el alcance de la lingüística debe ser
a) describir y rastrear la historia de todas las lenguas observables, lo que equivale a rastrear la historia de las familias de lenguas y reconstruir en la medida de lo posible la lengua materna de cada familia;
b) determinar las fuerzas que actúan permanente y universalmente en todos los idiomas, y deducir las leyes generales a las que pueden reducirse todos los fenómenos históricos específicos; y
c) delimitarse y definirse».
En partes posteriores del libro, Saussure demuestra las limitaciones del método reconstructivo debido a la insuficiencia de datos históricos, y a la imprevisibilidad del cambio de idioma. Concluye que, para comprender por qué un idioma en una determinada etapa histórica tiene las formas que tiene, también se deben descubrir los universales, que están presentes a lo largo del desarrollo de todos los idiomas. La sugerencia de Saussure es que la interacción dinámica de significado y significante gobierna el cambio de lenguaje.

## Lenguaje versus habla: el circuito del habla

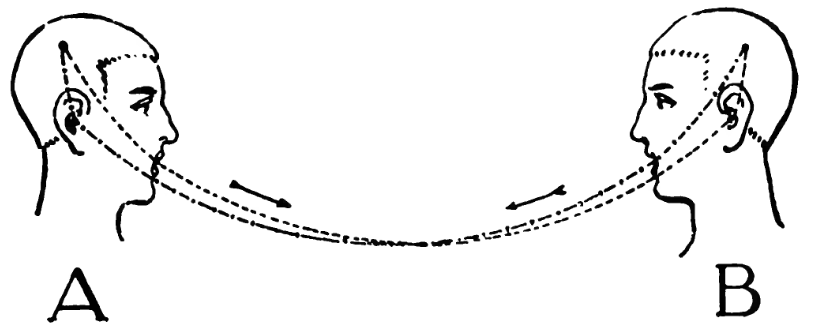
Ilustración del libro

Una tarea central del Curso de lingüística general de Saussure es definir el tema de la lingüística general. Para hacer esto, se requiere una definición de «lenguaje». Saussure distingue entre lenguaje (la langue) y habla (la parole) introduciendo su concepto de «circuito del habla» (le circuit de la parole). El circuito del habla surge cuando al menos dos personas (A y B en la imagen) interactúan verbalmente. Consta de dos elementos físicos: el cerebro, que representa el aspecto psicológico-personal del habla; y el habla, que es el resultado de que los órganos vocales produzcan ondas sonoras. Tercero, el lenguaje (no visible en la imagen), con sus reglas, surge social e históricamente del circuito del habla como un fenómeno no físico. Sin embargo, Saussure lo considera «concreto» y no una abstracción, haciendo del lenguaje el sujeto idóneo de la lingüística como ciencia natural.
El niño aprende gradualmente las reglas del lenguaje, pero las percepciones del lenguaje de los adultos varían hasta cierto punto. Saussure explica que
«Entre todos los individuos que están ligados entre sí por el habla, se establecerá una especie de término medio: todos reproducirán —no exactamente, por supuesto, pero aproximadamente— los mismos signos unidos a los mismos conceptos».
Partiendo de la palabra griega semîon que significa «signo», Saussure propone una nueva ciencia de la semiología: «una ciencia que estudia la vida de los signos dentro de la sociedad». Sin embargo, basándose en el libro de 1875, The Life and Growth of Language de William Dwight Whitney, Saussure enfatiza que el concepto de «vida» es en este contexto metafórico y no biológico. Saussure no se dedica a la investigación de otros signos que no sean los lingüísticos, pero la idea de que la interacción social se basa en sistemas de signos fue posteriormente ampliamente explotada por los estructuralistas.
El historiador cultural Egbert Klautke señala que Saussure tomó prestada su distinción entre lenguaje y habla de su maestro Heymann Steinthal, quien propuso la psicología de los pueblos (conocida también como Völkerpsychologie). En este concepto, el lenguaje es parte del espíritu de la nación o Volksgeist. Saussure defiende la visión comúnmente aceptada de su época. Esta visión colectivista se conoció más tarde como el modelo estándar de las ciencias sociales (SSSM, siglas en inglés), por lo que también representa la comprensión más común de la cultura en la sociología contemporánea. Lo que es especial en el tratado de Saussure es su teoría de que el comportamiento social es simbólico o semiológico, que consiste en combinaciones de signos socialmente reguladas. Según el Curso de lingüística general es un subcampo de los estudios sociales y culturales, y estos pertenecen a la esfera de la semiología, el estudio de los sistemas de signos. La semiología en sí misma es un tipo de teoría de sistemas.
Saussure explica además que el lenguaje surge como un objeto homogéneo bien definido de la masa heterogénea de hechos de habla. El habla es polifacética y heterogénea porque pertenece en parte al individuo. El lenguaje es un todo autónomo: es completamente social y no puede ser cambiado por el individuo. El lenguaje no está completo en ningún hablante: es un producto que es asimilado pasivamente por el individuo. Sólo existe dentro de un colectivo. El lenguaje es «un sistema de signos que expresan ideas». Sin embargo, mediante la interacción del lenguaje y el habla, los conceptos (la parte significada del signo) se fundan igualmente en el contrato social.
Para explicar cómo se produce la solidificación social del lenguaje, Saussure propone la noción de habla individual. Hablar es voluntario e intencional. Mientras que el habla individual es heterogénea, es decir, compuesta de partes o elementos no relacionados o diferentes (relacionados con la lingüística «externa» o interdisciplinaria), el lenguaje es homogéneo: un sistema de signos compuesto por la unión de significados e «imágenes sonoras». Por lo tanto, como el núcleo de la investigación lingüística se puede aislar centrándose en el sistema de signos autónomo y no fisiológico, que Saussure llama lenguaje, es en esto en lo que se centra la lingüística general, ya que permite una metodología de investigación que es «científica» en el sentido de la investigación sistemática. La lingüística general también es análoga a la biología en la medida en que las formas lingüísticas, como los organismos, se analizan anatómicamente (como en la morfología).
En la práctica, Saussure propone que la lingüística general consiste en el análisis del lenguaje mismo a través de la semántica, la fonología, la morfología, la lexicología y la gramática. Además, la lingüística general o interna está informada por las disciplinas relacionadas de la lingüística externa, como la lingüística antropológica y arqueológica. Si bien el lenguaje es el objeto último de la investigación, debe estudiarse a través del habla, que proporciona el material de investigación. Por razones prácticas, los lingüistas utilizan principalmente textos para analizar el habla y descubrir las propiedades sistémicas del lenguaje.

## El signo
El foco de la investigación de Saussure es la unidad lingüística o signo.
El signo (signo) se describe como una «entidad doble», compuesta por el significante o patrón de sonido (al que Saussure se refiere como una «señal»), y el significado o concepto (al que Saussure se refiere como «significación»). El patrón de sonido es un concepto psicológico, no material, que pertenece al sistema. Ambos componentes del signo lingüístico son inseparables. Una forma de apreciar esto es pensar en ellos como si fueran cualquiera de los lados de una hoja de papel: un lado simplemente no puede existir sin el otro.
Sin embargo, la relación entre significante y significado no es tan simple. Saussure insiste en que el lenguaje no puede considerarse una colección de nombres para una colección de objetos (como lo es en la concepción de que Adán nombró a los animales, por ejemplo). Según Saussure, el lenguaje no es una nomenclatura. De hecho, la intuición básica del pensamiento de Saussure es que la denotación, la referencia a objetos en algún universo de discurso, está mediada por relaciones de diferencia internas al sistema.

## Aportes de Saussure a la lingüística
Ferdinand de Saussure, en su Curso de lingüística general, propuso una serie de dicotomías en su afán por hacer del estudio del lenguaje una ciencia mucho más racional de lo que hasta entonces había sido, así como una serie de conceptos que conformaba la lengua como estructura.
Una de las dicotomías más importantes que realiza se da al separar el lenguaje en lengua o langue (sistema de signos) y en habla o parole (manifestación particular de ese sistema en el acto de comunicación). Es importante destacar que la langue precede necesariamente a la parole, es decir: sin la internalización del sistema lingüístico no podemos llevar a cabo el acto del habla. Con esta división se separa a la vez lo que es social de aquello individual y lo que es esencial de lo que es accesorio o accidental. La langue es aquello que el sujeto registra pasivamente, no existe premeditación. Además, es externa al sujeto y él no presenta la capacidad de modificarla. La parole, por el contrario, es un acto individual y voluntario y que se da de forma diferenciada en cada sujeto. Debido a esta descripción, Saussure propone el estudio de la lengua y no del habla, dado que la primera es algo objetivo en que no existe la variedad, mientras que el habla se modifica a voluntad del sujeto, lo cual la hace inestudiable en el modo en que Saussure concebía la lingüística.

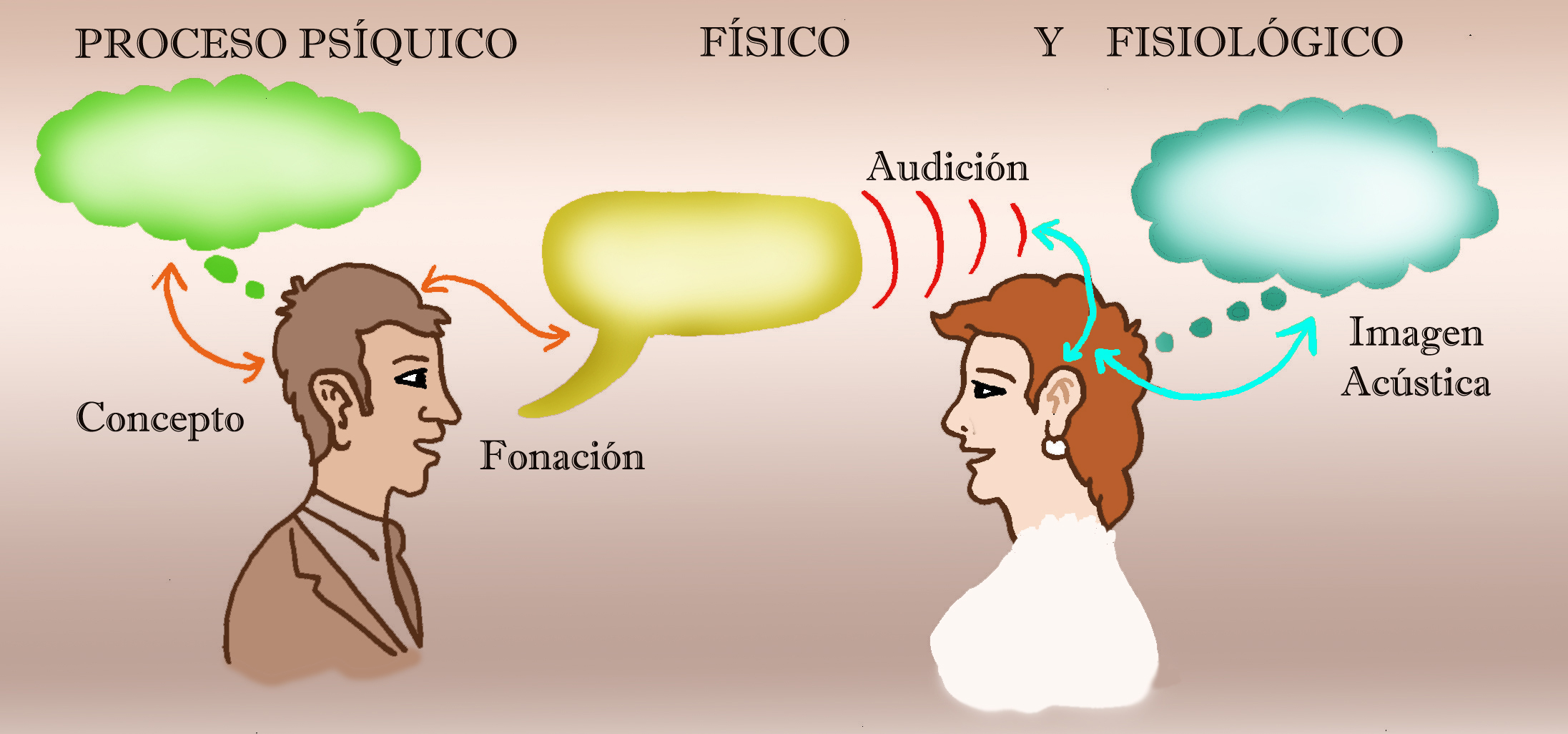
Componentes y proceso del habla según los conceptos de Ferdinand de Saussure.

Saussure entiende la lengua como un sistema semiótico formado por signos lingüísticos. El signo lingüístico es definido como una entidad psíquica con dos caras íntimamente unidas y que se reclaman recíprocamente. Estas serían el significante (forma fónica o imagen acústica) y significado (concepto mental al que corresponde la imagen acústica). Las diferencias en el significado vendrían provocadas por las diferencias en el significante. Cabe destacar que la relación entre estos significados se da de forma arbitraria, por lo que podemos decir que el signo lingüístico es arbitrario. Un ejemplo propuesto por Saussure es el de la idea de sur, que no está necesariamente ligada a la sucesión de sonidos s-u-r, por lo que podría estar ligada a cualquier otra sucesión de sonidos, tal y como pasa en otras lenguas diferentes.
Otra dicotomía básica es la de 'diacronía' (estudio del lenguaje a lo largo del tiempo) y 'sincronía' (estudio del lenguaje en un determinado momento histórico). Saussure sitúa su estudio del lenguaje en la sincronía argumentando que el lenguaje es un sistema de valores puros que sólo está determinado por los acuerdos existentes en un momento dado. Es muy aclaratoria la metáfora del ajedrez presentada por él mismo para explicar este argumento. Él mantiene o sostiene que ocurre como en un juego de ajedrez, donde el observador que se incorpora a la partida no necesita, para entender todo lo que ocurra a partir de entonces, saber todo lo que ha pasado anteriormente a su llegada.
Otra dicotomía se refiere a la diferencia entre paradigma (relación en ausencia entre los elementos que pueden formar parte de una enunciación) y sintagma (relación que se establece en presencia entre los elementos de la enunciación, lineal, en un tiempo y en un espacio).